# Östra Kallfors
Östra Kallfors – miejscowość (tätort) w Szwecji, w regionie administracyjnym (län) Sztokholm (gmina Södertälje).
Miejscowość jest położona w prowincji historycznej Södermanland, na północ od Järna w kierunku Södertälje.
W 2010 roku Östra Kallfors liczyło 386 mieszkańców.